# Lista över UN-nummer 1701 till 1800
Det här är en lista över UN-nummer 1701 till 1800.

## UN 1701 till 1800[1]
| UN-nummer | Klass | Namn |
| --------- | ----- | --- |
| UN 1701   | 6.1   | Xylilbromid, flytande                                                                                           |
| UN 1702   | 6.1   | 1,1,2,2-tetrakloretan                                                                                           |
| UN 1704   | 6.1   | Tetraetylditiopyrofosfat                                                                                        |
| UN 1707   | 6.1   | Talliumföreningar                                                                                               |
| UN 1708   | 6.1   | Toluidiner, flytande                                                                                            |
| UN 1709   | 6.1   | 2,4-Toluylendiamin eller 2,4-toluendiamin                                                                       |
| UN 1710   | 6.1   | Trikloretylen                                                                                                   |
| UN 1711   | 6.1   | Xylidiner, flytande                                                                                             |
| UN 1712   | 6.1   | Zinkarsenat eller zinkarsenit eller blandningar av zinkarsenat och zinkarsenit                                  |
| UN 1713   | 6.1   | Zinkcyanid |
| UN 1714   | 6.1   | Zinkfosfid |
| UN 1715   | 8     | Ättiksyraanhydrid                                                                                               |
| UN 1716   | 8     | Acetylbromid |
| UN 1717   | 3     | Acetylklorid |
| UN 1718   | 8     | Butylsyrafosfat                                                                                                 |
| UN 1719   | 8     | Frätande alkalievätskor                                                                                         |
| UN 1722   | 6.1   | Allyltriklormetan                                                                                               |
| UN 1723   | 3     | Allyljodid |
| UN 1724   | 8     | Allyltriklorsilan, stabiliserad                                                                                 |
| UN 1725   | 8     | Aluminiumbromid, vattenfri                                                                                      |
| UN 1726   | 8     | Aluminiumklorid, vattenfri                                                                                      |
| UN 1727   | 8     | Ammoniumvätedifluorid, fast                                                                                     |
| UN 1728   | 8     | Amyltriklorsilan                                                                                                |
| UN 1729   | 8     | Anisoylklorid                                                                                                   |
| UN 1730   | 8     | Antimonpentaklorid, flytande                                                                                    |
| UN 1731   | 8     | Antimonpentakloridlösning                                                                                       |
| UN 1732   | 8     | Antimonpentafluorid                                                                                             |
| UN 1733   | 8     | Antimontriklorid                                                                                                |
| UN 1736   | 8     | Bensoylklorid                                                                                                   |
| UN 1737   | 6.1   | Bensylbromid |
| UN 1738   | 6.1   | Bensylklorid |
| UN 1739   | 8     | Bensylklorformiat                                                                                               |
| UN 1740   | 8     | Vätedifluorider, fasta, n.o.s.                                                                                  |
| UN 1741   | 2     | Bortriklorid |
| UN 1742   | 8     | Bortrifluorid-ättiksyra-komplex, flytande                                                                       |
| UN 1743   | 8     | Bortrifluorid-propionsyra-komplex, flytande                                                                     |
| UN 1744   | 8     | Brom eller bromlösning                                                                                          |
| UN 1745   | 5.1   | Brompentafluorid                                                                                                |
| UN 1746   | 5.1   | Bromtrifluorid                                                                                                  |
| UN 1747   | 8     | Butyltriklorsilan                                                                                               |
| UN 1748   | 5.1   | Kalciumhypoklorit, torr eller kalciumhypoklorit, blandning, torr, med över 39 % aktivt klor (8,8 % aktivt syre) |
| UN 1749   | 2     | Klortrifluorid                                                                                                  |
| UN 1750   | 6.1   | Klorättiksyralösning                                                                                            |
| UN 1751   | 6.1   | Klorättiksyra, fast                                                                                             |
| UN 1752   | 6.1   | Kloracetylklorid                                                                                                |
| UN 1753   | 8     | Klorfenyltriklorsilan                                                                                           |
| UN 1754   | 8     | Klorsulfonsyra, med eller utan svaveltrioxid                                                                    |
| UN 1755   | 8     | Kromsyralösning                                                                                                 |
| UN 1756   | 8     | Kromfluorid, fast                                                                                               |
| UN 1757   | 8     | Kromfluoridlösning                                                                                              |
| UN 1758   | 8     | Kromoxiklorid                                                                                                   |
| UN 1759   | 8     | Frätande fast ämne, n.o.s.                                                                                      |
| UN 1760   | 8     | Frätande vätska, n.o.s.                                                                                         |
| UN 1761   | 8     | Kopparetylendiaminlösning                                                                                       |
| UN 1762   | 81    | Cyklohexenyltriklorsilan                                                                                        |
| UN 1763   | 8     | Cyklohexyltriklorsilan                                                                                          |
| UN 1764   | 8     | Diklorättiksyra                                                                                                 |
| UN 1765   | 8     | Dikloracetylklorid                                                                                              |
| UN 1766   | 8     | Diklorfenyltriklorsilan                                                                                         |
| UN 1767   | 8     | Dietyldiklorsilan                                                                                               |
| UN 1768   | 8     | Difluorfosforsyra, vattenfri                                                                                    |
| UN 1769   | 8     | Difenyldiklorsilan                                                                                              |
| UN 1770   | 8     | Difenylmetylbromid                                                                                              |
| UN 1771   | 8     | Dodecyltriklorsilan                                                                                             |
| UN 1773   | 8     | Järnklorid, vattenfri                                                                                           |
| UN 1774   | 8     | Brandsläckarladdning, frätande vätska                                                                           |
| UN 1775   | 8     | Fluorborsyra |
| UN 1776   | 8     | Fluourfosforsyra, vattenfri                                                                                     |
| UN 1777   | 8     | Fluorsulfonsyra                                                                                                 |
| UN 1778   | 8     | Fluorkiselsyra                                                                                                  |
| UN 1779   | 6.1   | Myrsyra, med mer än 85 vikt-% syra                                                                              |
| UN 1780   | 8     | Fumarylklorid                                                                                                   |
| UN 1781   | 8     | Hexadecyltriklorsilan                                                                                           |
| UN 1782   | 8     | Hexafluorfosforsyra                                                                                             |
| UN 1783   | 8     | Hexametylendiaminlösning                                                                                        |
| UN 1784   | 8     | Hexyltriklorsilan                                                                                               |
| UN 1786   | 8     | Fluorvätesyra- och svavelsyrablandning                                                                          |
| UN 1787   | 8     | Jodvätesyra |
| UN 1788   | 8     | Bromvätesyra |
| UN 1789   | 8     | Klorvätesyra (saltsyra)                                                                                         |
| UN 1790   | 8     | Fluorvätesyra                                                                                                   |
| UN 1791   | 8     | Hypokloritlösning                                                                                               |
| UN 1792   | 8     | Jodmonoklorid, fast                                                                                             |
| UN 1793   | 8     | Isopropylsyrafosfat                                                                                             |
| UN 1794   | 8     | Blysulfat med mer än 3 % fri syra                                                                               |
| UN 1796   | 8     | Nitrersyrablandning med högst 50 % salpetersyra                                                                 |
| UN 1798   | 8     | Nitrohydroklorsyra                                                                                              |
| UN 1799   | 8     | Nonyltriklorsilan                                                                                               |
| UN 1800   | 8     | Oktadecyltriklorsilan                                                                                           |